# 3 Brygada Strzelców (Imperium Rosyjskie)
3 Brygada Strzelców (ros. 3-я Стрелковая бригада) – związek taktyczny piechoty armii Imperium Rosyjskiego.

## Charakterystyka
Brygada stacjonowała między innymi w m. Żmerynka.

 W przededniu I wojny światowej posiadała etatowo cztery pułki piechoty i organiczny dywizjon artylerii. Jej pułki posiadały po dwa bataliony, a te cztery kompanie oraz kompanię tyłową. Kompania piechoty czasu wojny liczyła około 240 żołnierzy i 4–5 oficerów. Na szczeblu pułku występował także pododdział karabinów maszynowych (8 km), łączności (w tym 14 konnych gońców i 21 telefonistów) i zwiadowczy (64 zwiadowców, w tym 4 kolarzy).

W tym czasie brygada podlegała stacjonującemu w Winnicy 12 Korpusowi Armijnemu.

## Struktura organizacyjna
Lipiec 1914:
- Dowództwo brygady – Żmerynka
- 9 pułk strzelców – Żmerynka
- 10 pułk strzelców – Żmerynka
- 11 pułk strzelców – Żmerynka
- 12 pułk strzelców – Żmerynka